# Paratella modesta
Paratella modesta är en insektsart som beskrevs av Melichar 1902. Paratella modesta ingår i släktet Paratella och familjen Flatidae. Inga underarter finns listade i Catalogue of Life.